# IC 1715
IC 1715 је галаксија у сазвјежђу Рибе која се налази на листи објеката дубоког неба у Индекс каталогу.
Деклинација објекта је + 12° 35' 8" а ректасцензија 1h 33m 34,4s. Привидна величина (магнитуда) објекта IC 1715 износи 14,0 а фотографска магнитуда 14,6. IC 1715 је још познат и под ознакама UGC 1115, MCG 2-5-2, CGCG 437-3, KARA 54, IRAS 01309+1219, PGC 5805.